# John Parkin
John Parkin ( 1873 - 1964 ) fue un botánico, y profesor inglés.
En conjunto con E.A.N. Arber realizaron trabajos que postularon que el origen de las angiospermas más primitivas había que buscarlo en un grupo de gimnospermas, las Bennettitales, en las que por plegamientos de los macrosporófilos de una planta monoica se habrían formado carpelos cerrados, y las hojas estériles de la parte inferior constituirían las piezas del perianto. Por tanto, las angiospermas más primitivas serían hermafroditas y presentarían las piezas del perianto dispuestas en espiral, en contraposición a la idea de Engler.

## Algunas publicaciones
- 1903. The botany of the Ceylon patanas

### Libros
- e.a.n. Arber , j. Parkin. 1908. Studies on the evolution of angiosperms: the relationship of the angiosperms to the Gnetales (‘Estudios sobre la evolución de las angiospermas: la relación entre las angiospermas y las Gnetales’

## Honores
- Miembro de la Sociedad Linneana de Londres.
- Miembro de la Royal Society.

- La abreviatura «Parkin» se emplea para indicar a John Parkin como autoridad en la descripción y clasificación científica de los vegetales.[3]